# Bemerkungen zum Roman
Bemerkungen zum Roman ist eine romanpoetologische Schrift des deutschen Autors Alfred Döblin aus dem Jahre 1917. Der Aufsatz wurde in der Neuen Rundschau publiziert. Döblin greift von ihm vertretene Konzepte aus seinem Berliner Programm wie die Depersonation, die Depersonalisation als Antipsychologismus und den Vorrang der Fakta auf, nimmt jedoch auch Stellung gegen zeitgenössische Romantendenzen.

## Inhalt
Die Reduktion der Erzählung auf eine konfliktgeladene Tatsache wird von Döblin als dramatisches Element aus der Epik verwiesen. Nicht die Spannung sollte die Handlung vorantreiben, sondern die Geschichte habe sich als perpetuierendes Geschehen aus sich selbst zu rechtfertigen. Die Aufgabe eines Stils als Oberflächenphänomen müsse durch die Polyphonie als Ausdruck einer fragmentisierten, jedoch im allgegenwärtigen Bezug stehenden Realität ersetzt werden.

## Rezeption
Josef Quack sieht in Döblins Forderung nach einer objektiven Darstellung ein Postulat zur Mittelbarkeit zwecks „epische[r] Transformation philosophischer, metaphysischer Gedanken“. In der Ablehnung der Psychologie erkennt Matthias Prangel eine „Kritik am reduktionistischen Rationalismus“ Birgit Hoock meint, Döblin verfolge eine Parallelität von Objektivität und Epiphanie.

### Textausgaben
- Alfred Döblin: Bemerkungen zum Roman, in: Die neue Rundschau, 1917.
- Alfred Döblin: Bemerkungen zum Roman, in: Theorie und Technik des Roman im 20. Jahrhundert, hrsg. von Hartmut Steinecke, 2. Auflage, Tübingen 1979, S. 20–22.
- Alfred Döblin: Bemerkungen zum Roman, in: Schriften zu Ästhetik, Poetik und Literatur (= Ausgewählte Werke in Einzelbänden, Bd. 26), hrsg. von Erich Kleinschmidt, Freiburg 1989, S. 123–127.